# Edson Araújo
Edson Araújo (født 26. juli 1980) er en tidligere brasiliansk fodboldspiller.